# Снитко, Иван Никитович
Иван Никитович Снитко (6 апреля 1909, Гайчул, Екатеринославская губерния — 31 июля 1944, Каунас) — капитан Рабоче-крестьянской Красной Армии, участник Великой Отечественной войны, Герой Советского Союза (1945).

## Биография
Иван Снитко родился 6 апреля 1909 года в селе Гайчул (ныне — Новоукраинка Бильмакского района Запорожской области Украины). Окончил зоотехнический институт. В 1931—1933 и 1939—1940 годах проходил службу в Рабоче-крестьянской Красной Армии, участвовал в польском походе и советско-финской войне. В 1942 году Снитко в третий раз был призван в армию. С февраля того же года — на фронтах Великой Отечественной войны.
К июлю 1944 года капитан Иван Снитко был заместителем командира батальона 291-го стрелкового полка 63-й стрелковой дивизии 5-й армии 3-го Белорусского фронта. Отличился во время освобождения Литовской ССР. В ходе боёв на подступах к Каунасу Снитко, находясь в составе десанта на самоходной артиллерийской установке, уничтожил 4 огневые точки и около 30 солдат и офицеров противника. 31 июля 1944 года он в числе первых вошёл в Каунас и погиб в боях на его улицах. Похоронен в Каунасе.
Указом Президиума Верховного Совета СССР от 24 марта 1945 года капитан Иван Снитко посмертно был удостоен высокого звания Героя Советского Союза. Также был награждён орденами Ленина и Александра Невского, рядом медалей.
В честь Снитко названы улицы в Каунасе и Новоельне, установлен бюст в посёлке Бильмак.